# Gobernación de Zulia (equipo ciclista)
Gobernación de Zulia es un equipo de ciclismo amateur de Venezuela. Depende directamente de la Gobernación y participa en distintas competiciones a nivel nacional.

## Historia
Es creado bajo el auspicio del gobierno regional con el propósito de seguir fortaleciendo el área deportiva en el estado y a la formación de nuevos ciclistas en la práctica del deporte. Principalmente disputa la Vuelta al Táchira y la Vuelta a Venezuela, entre otras carreras nacionales.

## Instalaciones
El equipo tiene sede en Maracaibo.

## Plantilla
Integrado principalmente  por jóvenes talentos del estado Zulia, pese a no ser un estado donde el ciclismo sea un deporte relevante.